# صندوق إغاثة ميوزيكارس كوفيد-19
أُقيم صندوق الإغاثة «ميوزيكيرز كوفيد-19» أثناء تفشي جائحة فيروس كورونا 2019–20 لتقديم الإغاثة لمحترفين صناعة الموسيقى الذين فقدوا وظائفهم نتيجة الوباء. قد بدأ عندما تبرعت كل من ميوزيكيرز وأكادمية التسجيل بمليون دولار. تلقى الصندوق تبرعات من موسيقى أمازون، فيسبوك، سيريوس إكس إم، راديو باندورا، تايدال، سبوتيفاي، وموسيقى اليوتيوب.
يجب على المتقدمين للإغاثة إثبات ثلاث سنوات من الخبرة في مواظبة الموسيقى. يمكنهم طلب ما يصل إلى الألف دولار.
يساهم الموسيقيون في الصندوق من خلال التبرعات المباشرة، الأغاني، العروض والشراكات.
يشمل المساهمون جوش تلمن، ديرتي بروجيكتير، اماندا سايرز، جايسون إيزبل، بانديستاون، تروي سيفان، أليشيا كيز، ويوشيكي. أعلنت المغنية سيلينا غوميز أن جزء من عائدات «الرقص مرة أخرى» سيتم تخصيصها للصندوق.